# Principado episcopal de Ratisbona
El Principado episcopal de Ratisbona (en alemán: Fürstbistum Regensburg; Hochstift Regensburg) fue un pequeño principado eclesiástico que perteneció al Sacro Imperio Romano Germánico situado cerca de la Ciudad Imperial Libre de Ratisbona en Baviera. Fue elevado al rango de Arzobispado en 1803, después de la disolución de la Arzobispado de Maguncia. El Principado Episcopal de Ratisbona no debe confundirse con la Diócesis de Ratisbona, considerablemente mayor, ni con el Principado de Ratisbona, estado de la Confederación del Rin.

Estandarte del Principado

## Historia

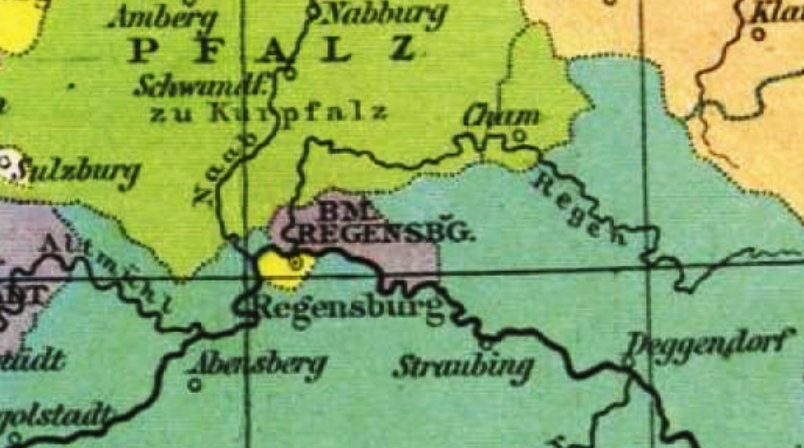
El Príncipe Episcopal (púrpura) en el siglo XVIII

La diócesis fue fundada en 739 por San Bonifacio y estaba originalmente subordinada a la arquidiócesis de Salzburgo. En el siglo XIII, el obispo de Ratisbona se convirtió en príncipe del Sacro Imperio Romano Germánico con asiento y voto en la Dieta Imperial. El Principado se hallaba totalmente enclavado dentro del Ducado de Baviera, lo que imposibilitó su extensión y siguió siendo uno de los más pequeños del Imperio. Sus posesiones incluían Donaustauf, Hohenburg y Wörth an der Donau.
Durante la Mediatización alemana de 1803, el principadose unió con la ciudad Imperial Libre de Ratisbona y otros territorios para formar el Arzobispado de Ratisbona, con Karl Theodor Anton von Dalberg como arzobispo. En 1810, el Principado de Ratisbona pasó a formar parte del Reino de Baviera, aunque conservó su estatus arzobispal. Esto se produjo tras la caída del Sacro Imperio Romano en 1806 durante la Guerra de la Tercera Coalición. 
El Concordato de Baviera de 1817, tras la muerte de Dalberg degradó la Arquidiócesis de Ratisbona en una diócesis sufragánea dependiente del arzobispo de Múnich y Freising.

## Gobernantes destacados
- San Wolfgang (972–994)
- San Alberto Magno (1260–1262)
- José Clemente de Baviera (1685–1716)
- Clemente Augusto de Baviera (1716–1719)

## Leer más
- Josef Staber: Kirchengeschichte des Bistums Regensburg. Ratisbona 1966 (en alemán)